# Deel
Il Deel (in gaelico irlandese An Daoil) è un fiume irlandese che scorre prevalentemente nel Munster, tra le contee di Limerick e Cork.

## Percorso
Il fiume sorge vicino a dromina, nella contea di Cork, e da qui scorre verso nord, arrivando nella contea di Limerick, dove dopo 60 km di tragitto dalla sorgente affluisce nello Shannon, presso Askeaton.
Gran parte del letto del fiume è parallelo alla strada N21, fino a Rathkeale.

## Pesca
Un tempo nel Deel si poteva pescare del buon salmone, mentre ora abbonda solo la trota.